# Сміт-Корнер (Каліфорнія)
Сміт-Корнер (англ. Smith Corner) — переписна місцевість (CDP) в США, в окрузі Керн штату Каліфорнія. Населення — 594 особи (2020).

## Географія
Сміт-Корнер розташований за координатами 35°28′44″ пн. ш. 119°16′38″ зх. д. / 35.47889° пн. ш. 119.27722° зх. д. (35.478831, -119.277123).  За даними Бюро перепису населення США в 2010 році переписна місцевість мала площу 0,57 км², уся площа — суходіл.

## Демографія
Згідно з переписом 2010 року, у переписній місцевості мешкали 524 особи в 128 домогосподарствах у складі 109 родин. Густота населення становила 921 особа/км².  Було 142 помешкання (250/км²).
Расовий склад населення:
| - 43,3 % — білих - 1,9 % — чорних або афроамериканців - 0,6 % — вихідців з тихоокеанських островів - 0,6 % — корінних американців - 0,4 % — азіатів - 50,2 % — осіб інших рас |

До двох чи більше рас належало 3,1 %. Частка іспаномовних становила 84,0 % від усіх жителів.
За віковим діапазоном населення розподілялося таким чином: 36,8 % — особи молодші 18 років, 57,7 % — особи у віці 18—64 років, 5,5 % — особи у віці 65 років та старші. Медіана віку мешканця становила 23,6 року. На 100 осіб жіночої статі у переписній місцевості припадало 107,9 чоловіків;  на 100 жінок у віці від 18 років та старших — 112,2 чоловіків також старших 18 років.
Середній дохід на одне домашнє господарство  становив 44 903 долари США (медіана — 40 143), а середній дохід на одну сім'ю — 46 378 доларів (медіана — 40 357). За межею бідності перебувало 23,6 % осіб, у тому числі 34,5 % дітей у віці до 18 років та 0,0 % осіб у віці 65 років та старших.
Цивільне працевлаштоване населення становило 251 осіб. Основні галузі зайнятості: сільське господарство, лісництво, риболовля — 31,5 %, транспорт — 20,3 %, науковці, спеціалісти, менеджери — 13,9 %, виробництво — 12,4 %.